# アンドロメダ・ストーリーズ
『アンドロメダ・ストーリーズ』は、竹宮惠子作・光瀬龍原作のSF漫画（およびアニメ作品）である。朝日ソノラマの月刊『マンガ少年』1980年11月号から1981年5月号および同社の月刊『デュオ』創刊号・10月号から1982年11月号に連載された。単行本は全3巻がサンコミックス（朝日ソノラマ）から刊行されている。

## あらすじ
侵略の始まり
アンドロメダ星雲の片隅に位置する惑星アストゥリアス。コスモラリア王家の皇太子イタカは王に即位してアストラルタ3世となると同時に、アヨドーヤ王家のリリア姫と結婚式を挙げる。数日後、惑星に流星が降り、その中から飛び出した無数のコウモリが王宮に入り込むと、宮殿内の人々の心が変化していく。それはイタカにも及び、彼は次第に残虐な言動を見せ始める。王宮は機械を生む工場に変貌し、機械のクモが大臣の体に入って心身を支配していく。
双子の誕生とアランシャンの機械都市化
そんな中でリリアは妊娠、出産。生まれたのは不吉だとされる双子だったため、双子の1人は密かに剣闘士のバルガに託され、機械に追われ、バルガは赤ん坊を娼婦に預ける。イタカは都を機械都市へと変え、国中が荒廃していく。アヨドーヤの王子ミランが妹リリアを案じて迎えに来ると、機械がミラン達を攻撃する。リリアの息子の王子ジムサが不思議な力を発揮して抵抗し、さらに現れた女剣士イルの助けで一行はアランシャンから脱出する。
一行は港から避難船に乗ったものの機械に攻撃されミランが殺される。アヨドーヤも機械の支配を受けつつあり、ミランにそっくりな機械が難民を攻撃する。ジムサの不思議な力が、居合わせたロブの心を捕らえ、彼の助けでジムサとリリアは砂漠へ逃れる。そうして約10年が経過する。
ジムサと老師の出会い
かつて機械に破壊された惑星ミュラトの子孫を率いる老師クフが、王に迎えようとジムサの前に現れるが、ジムサはそれを拒む。数日後、ジムサは捕らえた獲物を売りに市場に行く。彼の獲物を買い取った少年はジムサを見送りながら「あの男、おれと同じ...」とつぶやく。
イタカの命令で2人を追ってきた者たちがリリアを襲う。ジムサは戦うが負傷し、老師に助けられる。ジムサはリリアが王妃として尊敬される様子を見て、彼自身も太陽王と呼ばれる。老師は150期の昔に消えた惑星ミュラトの血がアヨドーヤ王家に流れており、最も濃い血をジムサが持っていると告げる。
基地への攻撃
老師はミュラトに忠誠を誓った人たちが密かに建設した機械との戦いのための基地に通信を送りジムサとリリアの会見が実現する。しかし、これは「敵」の知るところとなり、有力な基地は機械の攻撃を受ける。老師とジムサはどの基地も破壊されていることを確認する。
カイトが海に墜落し、ジムサと老師は作業用ロボットのベスに助けられる。ベスは1万年前に他の惑星から来たが、宇宙船の事故で移動できなかった。その相棒のアンドロイド・アークをジムサが修理すると、2人はジムサをマスターと呼ぶようになる。
破壊は老師の中心基地にも及んだが、リリアはバルガにより救出されていた。老師はロボットを味方にはできないと言い、ジムサはリリアとともに老師の元を去る。バルガがかつて自分が預かった赤ん坊を思い出すと、老師はテレパスでバルガの心を読み、ジムサの兄弟アフルの存在を知る。
アフル
市場でジムサから獲物を買い取った少年アフルは、盗賊の長の息子とされているが、実は少女であり、バルガが預かったリリアの双子の赤ん坊の一人であった。盗賊のキャンプが機械の襲撃を受けたとき、占い師に化けていたイルがアフルを助け、もう一人の王子の話をする。
敵の正体
アークの提案で敵の中枢部を見るため、ジサムとリリアはアランシャンに向かう。アランシャンを中心に広大な地域が機械化都市に変貌しているが、アストラ神殿とアトラス神像は昔のまま残されている。一行はそこでイタカに会う。そこでは、機械に取り込まれた人間はその肉体と精神を分けられ、肉体はカプセルで保管され、精神だけが幸せな世界で以前のように生活をしている。次に現れたミランは自分を支配する力に抗いジムサに警告を発する。
ジムサムとアフルの邂逅
イタカの元に行きたがるリリアを連れてジムサは王宮を脱出する、二人はロボットを連れていたため盗賊たちに捕まり、イルとアフルが敵ではないと証言する。アフルが巨竜に襲われたとき、ジムサはそれがはっきり見え、力を合わせて巨竜を引き裂く。ジムサはアフルの本当の顔を見て、自分に似ていると感じる。イルはアフルがジムサの双子の妹だと教える。しかし、アフルはジムサの妹であることを拒否し、老師と行動を共にする。ジムサ、リリア、イルは彼らの後を追う。
「敵」は偵察衛星を打ち上げ、ミュラトの人たちが建設中の新しい基地を破壊する。アストゥリアスの機械化は惑星の70%にも及び、「敵」は残りの30%も変えようとしている。しかし、その「敵（マザー・マシーン）」はかって老師が作り、プログラムしたものである。「敵」はミュラト、ロンドリア、グローヴを機械化し、どこまでも次の星に手を伸ばしていき、同じことを繰り返す。
リリアは病に伏し、ジムサが水を探しに行っている間に迎えにきたイタカに誘われアランシャンに戻る。「敵」と人間との戦いは機械の圧倒的な力で最終段階を迎える。アークとベスの動かす戦闘船はかろうじて機械の攻撃を防いでいた。
機械の攻撃からアフルを庇ってジムサは重傷を負い、アフルは腕を骨折する。ジムサは手当を受けたが、アフルの痛みを自身に引き受ける。イルはジムサの意思を無視して痛み止めを投与する。その瞬間に、アフルは骨折の痛みを感じる。イルの知らせで老師とアフルは宇宙船に向かう。アフルは昏睡状態のジムサを兄さんと呼び、ジムサの負担を自分で引き受けようとする。
最終決戦
リリアがジムサを迎えに来るが、アフルはジムサを愛していると拒む。そして、ジムサとアフルは結ばれる。老師は宇宙空間にあった巨大な宇宙船をこの惑星に衝突させて、惑星ごとマザー・マシンを破壊することを決意する。人間たちは一歩も引かない覚悟で機械に立ち向かっていく。
人々を惑星から脱出させるためにイルはアークの宇宙船を使おうと考えるが、人間は宇宙船の航行速度に耐えられないという。それでもイルはジムサとアフルを船に乗せ、人々と機械との最終決戦の場へ戻っていく。反乱する人間を全滅させたと判断したマザー・マシンは、中枢部（アトラス神像）を宇宙へ発進させ、老師の宇宙船による惑星破壊の大爆発をすり抜けて宇宙のかなたへ消える。
エピローグ
ジムサとアフルはアークたちの故郷の惑星へ向かい、カプセルの中で抱き合いながら冷凍冬眠に入る。2000年後に到着したソル太陽系・第5惑星グローヴは、機械に支配されたため自爆し小惑星帯となっていた。宇宙船は第3惑星に着陸し、アークらがジムサとアフルに呼びかけるものの、2人が目覚めることはなかった。宇宙船は海底に沈み、アークらも朽ちていったが、ジムサとアフルの体内にいた微生物は増殖し、その星に生命をもたらした。そして、原始生物、魚類、植物、恐竜など新たな生き物を生み出していく。

## 登場人物

### コスモラリア帝国（惑星アストゥリアス）

#### アランシャン（王宮）
ジムサ
王子。王位を継いだイタカとリリアの間に生まれた双子の兄。
妹のアフルとは精神感応により、アフルの身に起きた肉体上、精神上の変化を感知し、我が身に転化することができる。
これによりアフルが怪我を負ったとしても、痛みを感じることはなく、傷の治りも早いが、ジムサはアフル以上の苦痛を味わうことになる。
イタカ
コスモラリア帝国の皇太子、即位後アストラルタ三世となる。ジムサとアフルの父であり、ミラン、リリアとは幼馴染。
機械蜘蛛が大臣達を襲撃し、次々と操り人形にしていく中、彼もマザーマシンの精神支配下に陥ってしまい、国民の生活を省みないやり方で国の機械化を進める一方、自らも機械化されていく。
リリア
アヨドーヤの姫であり、ミランの妹。イタカの妃となり帝室に入る。ジムサとアフルの母。マザーマシンの精神支配からは逃れられたものの、操り人形と化していく過程で精神に異常をきたしていく夫・イタカの変貌に苦しむことになる。
タラマ
リリアの乳母。リリアの付き人としてアランシャンに同行する。
ジムサとアフル生誕の際には、双子は忌み子であるとして殺されそうになったアフルを匿い、バルガにその身を委ねる。
ジムサとリリアの脱出についていくものの、空からの襲撃で船から落水したところを殺人機械魚の群れに襲われ、全身を咬み裂かれて惨殺される。
バルガ
王国第一の剣闘士。気さくな性格で一般市民にも人気がある。
生誕時に殺されそうになったアフルの身をタラマより託される。
機械陣営との戦いの場では、アフルの身を守って爆風を受け、最期を遂げる。
ブホ
総理大臣。イタカの伯父（先王の兄）。名誉職である王位は弟に譲り、実務職である総理大臣を選んだと噂される切れ者と評判。
冷徹ながら甥のイタカを巧みに補佐し、王国の政治をリードする。後に機械蜘蛛により精神支配下となる。
ヴァルト
竜騎隊の将軍。陰気な面差しとクールな言動の為に一般市民からは「威張りくさった腹黒い男」と評されてあまり人気がないが、「人気取り」と解っている仕事も地道にこなす堅実な人物。
後に機械蜘蛛により精神支配下となる。

#### アヨドーヤ王国
ミラン
アヨドーヤの王子、リリアの兄。
後にリリアをコスモラリアから脱出させようとして空からの奇襲で倒され、船諸共その身柄をマザーマシンに押さえられて、そのまま精神支配下となる。
ナイト
アヨドーヤでリリアが飼っていた猫（っぽい生物）。リリアが嫁いだ後、ミランが王宮に贈るが、精神支配下のイタカに殺害される。
ロブ
砂漠で隠棲している間、リリアとジムサの身の回りの世話をする（明確な表現はないが、知的障害者のように思える）。
洞窟を砂漠人種（グロエン）に襲撃された際に殺害されるが、老師の治療で生き返る。

#### レジスタンス
アフル
イタカとリリアの間に生まれた双子の妹。右掌に赤い竜の痣があるが、ミュラトの血を引く者としての証である赤髪ではなく緑の髪を持つ。
タラマの機転により生誕直後に殺されそうになったところを救われ、バルガを介して場末の娼婦コリノの元に預けられる。
テレキネシスの使い手として機械軍団との戦いに臨む。
ゴダイ
バルガの父。バルガと同じく、剣闘士として王室に仕える。
機械軍団との最後の戦いにおいて、怪光線を身に受け骨も残らぬような最期を遂げる。
コリノ
城下町でアフルを抱えたバルガを匿い、城外に脱出するためにアフルを身を預かった娼婦。
幼いアフルを母親代わりとして育てる（最後までアフルを「王子」だと疑わなかった設定は疑問）。

### ミュラト陣営
クフ老師
惑星ミュラトの生き残り。かつて自らの文明圏の繁栄のために機械化の原因となるマザーマシンを開発した科学者だったが、邪魔者を抹殺する為のプログラムと加減を知らない機械の度を超えた理念追求のためにいくつもの星々を滅ぼす災禍を招いたことを悔やむようになり、自分の生涯をかけてこれを壊そうと長きに渡り戦い続けていた。
最期は精神的に疲弊の極みに達した事で限界を悟り、自らの母艦をアストゥリアスに衝突させ、惑星とともに散ったと思われる。

### ロドリヤン陣営
イル
機械に滅ぼされたロドリヤンで造られたサイボーグ兵の生き残り。ジムサ、アフルの生き様に大きく関わる。
一時期、占い師カザクとしてコリノ、アフルが身を寄せる盗賊団に潜入。
最期は機械化軍団に片刃の剣（一見すると日本刀）一本で突っ込み、アストゥリアスと命運を共にしたと思われる。

### グローヴ陣営
アーク
かつて太陽系に存在した第五惑星 グローヴにて製造されたW型アンドロイド。マザーマシンの製作する機械化軍団を上回る性能を持っていた為に、その支配下に陥らずに済んだ数少ない生き残り。
ジムサとアフルを連れて消滅の危機に晒されたアストゥリアスを脱出し、故郷である太陽系へと向かう。
ベス
かつて太陽系に存在した第五惑星グローブにて製造されたSS型中規模作業用ロボット（コミックに「ロッカッキータイプA”BETH”」のト書きあり）。

## アニメ版
アニメは1982年8月22日放映『24時間テレビ 愛は地球を救う5』の枠内で放送された（10:00 - 11:45、85分）。同番組のアニメ枠では、例年は手塚治虫が関与する作品が放送されていたが、前年の『ブレーメン4 地獄の中の天使たち』が納期に間に合わずほぼ未完成の状態での放映された事が問題になった為、この事態を重く見た日本テレビ上層部の意向で他社制作の今作が放映された。今作の評価次第で翌年度の他社制作も検討されたものの、読者層が限られるかつ読者がアニメ化作品の完成度に厳しい少女漫画だった事から視聴率が芳しくなく翌年度からは再び手塚作品を放送することとなった。
また、2001年8月14日にはNHKのBS2の『BS夏休みアニメ特選』の枠で放送された。
放送時点では、漫画はまだ連載中で、アニメで先にラストシーンが描かれることとなった。後続して完結した漫画のラストシーンには、アニメ版の主題歌『永遠の一秒』の歌詞が引用されている。アニメ版は、放送時間が限られているため物語は細部が省略されている。
例を掲げると、
- 砂漠の中で10年間幼いジムサと王妃リリアの生活を支えたロブは、知的障害者ともとれる言動であり、ジムサの超能力によって隷属させられるが、彼はアニメには登場しない。
- 王宮内で会うミランは機械に完全に支配され、イタカと共にリリアを誘う。
- アークとベスはアストゥリアスを出発する際に船内で起こった爆発で壊れ、宇宙船は地球に辿り着きそのまま海に落下する。また、老師は自ら宇宙船に乗ってアストゥリアスへ突っ込んでいくが、爆発する宇宙船の中で原作とは異なる正体が露わになる。

なお、ジムサ役とアフル役の声優は当時夫婦だった。

### キャスト
- ジムサ - 古谷徹
- アフル - 小山茉美
- イル - 藤田淑子
- イタカ - 井上真樹夫
- リリア - 上田みゆき
- ミラン- 野沢那智
- ベス - 杉山佳寿子
- アーク - 塩沢兼人
- バルガ - 野田圭一
- クフ（老師）- 柴田秀勝
- ジムサ（幼年時代）- 川島千代子
- ゴダイ（バルガの父）- 岸野一彦
- タラマ（ジムサの乳母）- 麻生美代子
- 頭領- 北川米彦
- 大法官- 矢田耕司
- ゴデム- 佐藤正治
- 商人- 寺田誠、戸谷公次
- 侍女- 高木ゆう子、津島瑞、飯塚はる美
- マザーマシン - 増山江威子
- 女性ナレーター - 中野聖子
- ナレーション - 金内吉男

### スタッフ
- 製作 - 今田智憲
- 企画 - 吉川斌、都築忠彦(日本テレビ)、足立和
- プロデューサー - 堀越徹(日本テレビ)、田宮武
- 製作担当 - 大野清
- 演出 - 佐々木正光
- 脚本 - 辻真先
- 作画監督 - 清山滋崇
- 美術 - 田中資幸
- 音楽 - 大野雄二
- 主題歌「永遠の一秒」
  - 作詞 - 山川啓介 / 作曲・編曲 - 大野雄二 / 歌 - STEVANY（ステファニー）

このステファニーとは1980年代初頭に活動していたシンガーソングライター、なかやまて由希[5]の変名であり、同時期にアニメソングなどを歌っていたステファニー・ボージェスとは無関係。
- 原画 - 山口泰弘、石井邦幸、青鉢芳信、道下有希子、松本清、中島ちゅうじ、今井よしみ、内山まさみち、高橋朝雄、島田英明
- 動画チェック - 武井恒雄
- 動画 - 鈴木まり子、深水正人、祝ちひろ、丹伊田静、矢野淳、佐々木恵子、上野茂々子、高橋のり子、嘉手納好江、河野宏之、中島英子、中矢卓、中林睦雄、安田紀子
- 背景 - 脇威志、宮前光春、小林祐子、平川栄二、有川知子、今井理恵、今野良子、本田修
- 仕上 - 平賀豊彦、岩井隆央、若井喜治、佐藤幸二
- ゼログラフ - 酒井日出子
- 検査 - 森田博
- 特殊効果 - 河内正行
- 撮影 - 佐藤隆郎（チーフ）、菅谷英夫、山口義文、大野正明、輿水隆
- 編集 - 吉川泰弘
- 録音 - 波多野勲
- 音響効果 - 横山正和
- 選曲 - 宮下滋
- 演出助手 - 池田裕之
- 製作進行 - 新井正彦、目黒宏
- 記録 - 竹沢裕美子
- メインタイトル ロゴ - 油谷勝海
- 録音スタジオ - タバック
- 現像 - 東映化学
- 制作 - 日本テレビ、東映動画

| 日本テレビ系列 『24時間テレビ』内アニメ   | 日本テレビ系列 『24時間テレビ』内アニメ | 日本テレビ系列 『24時間テレビ』内アニメ          |
| 前番組                                    | 番組名                                  | 次番組                                           |
| ----------------------------------------- | --------------------------------------- | ------------------------------------------------ |
| ブレーメン4 地獄の中の天使たち （1981年） | アンドロメダ・ストーリーズ （1982年）   | タイムスリップ10000年プライム・ローズ （1983年） |

## 出版物

### 書籍
- 1981年 - 朝日ソノラマ（デュオ別冊・総集編）
- 1983年 - 朝日ソノラマ（サンコミックス）
- 1987年 - 朝日ソノラマ（愛蔵版）
- 1988年 - 角川書店（『竹宮惠子全集』第1期4 - 5巻）
- 1999年 - 講談社（ポケットコミック）
- 2007年 - スクウェア・エニックス

### ビデオ
- 1983年 - バップよりベータで発売
- 1990年 - バップよりVHSで発売

### DVD
- 2007年 - 東映より発売

### レコード
- 1982年 - LP「アンドロメダ・ストーリーズ ドラマ編」（バップ）
- 1982年 - EP「永遠の一秒/エバー・グリーン・ラブ〜人間という名の大きな樹」（バップ） - EPでは『24時間テレビ』の当時のテーマ曲とカップリングされた。